# Накхонпатхом
Накхонпатхом (тайск. นครปฐม) — город в центральной части Таиланда, административный центр одноимённой провинции.

## География и климат
Накхонпатхом находится примерно в 50 километрах на запад от столицы страны Бангкока на территории Менамской низменности. Климат субэкваториальный. Жарко круглый год, заметных сезонных колебаний температуры нет (апрель-май немного жарче чем декабрь-январь). Выражен влажный сезон (май-октябрь) и сухой (середина ноября — конец апреля).

## История

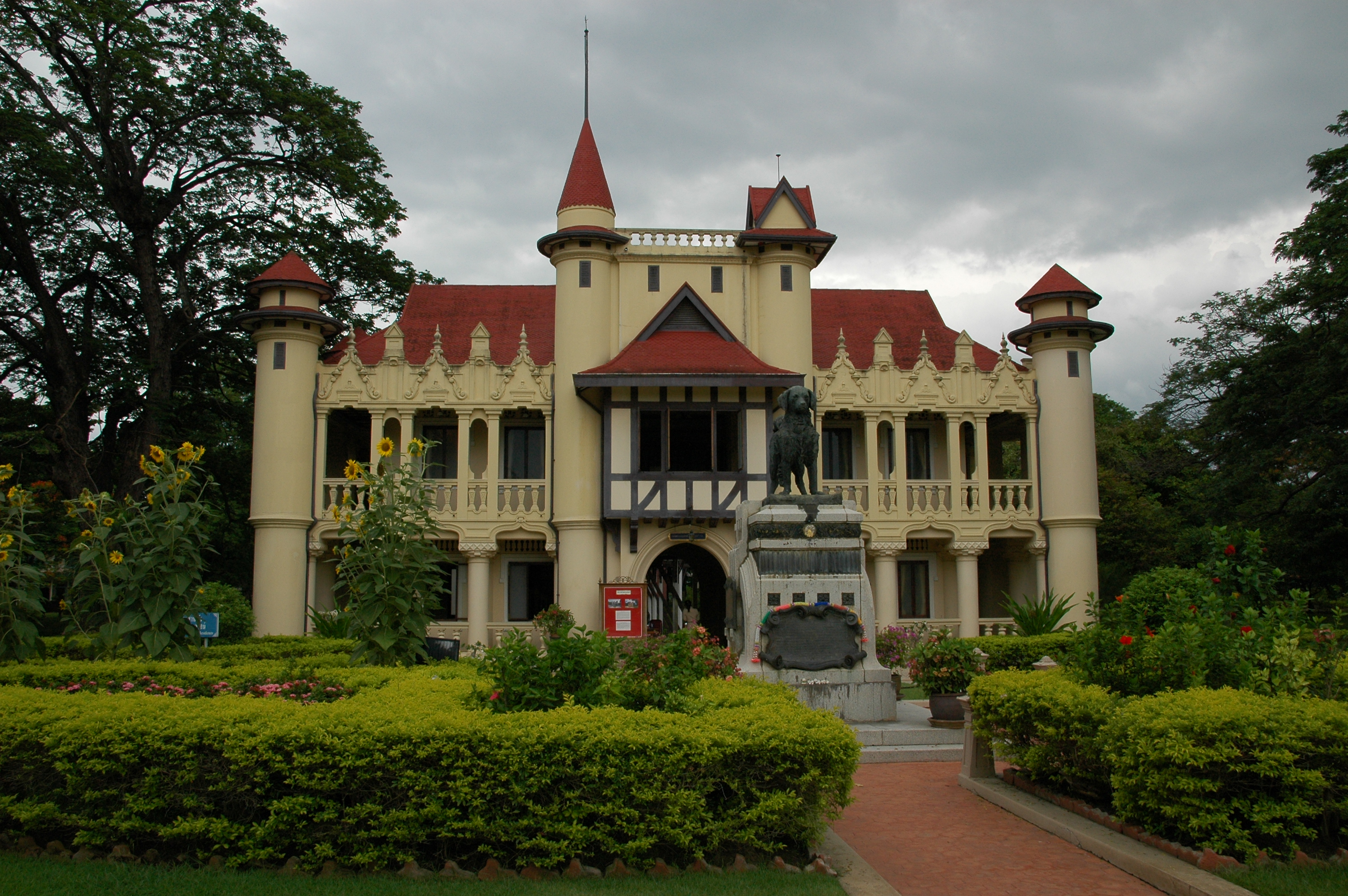
Саман-Чан

Накхонпатхом является одним из древнейших городов Таиланда. Накхонпатхом был один из центров государства Дваравати:301–302,304. Согласно преданию, индийский царь Ашока послал в Сиам проповедников буддизма тхеравада и его распространение на территории нынешнего Таиланда началось именно с Накхонпатхома. C конца XVIII века в окрестностях города выращивали сахарный тростник. Согласно историческим документам, небольшие сахарные заводы располагались на реке Тхачин через каждые четыре-пять километров. Производство из сахарного тростника сахара, а также биотоплива и в настоящее время является важной отраслью городской экономики.

## Население
По состоянию на 2015 год население города составляет 78 599 человек. Плотность населения — 3960 чел/км². Численность женского населения (52,8 %) превышает численность мужского (47,2 %).

## Достопримечательности

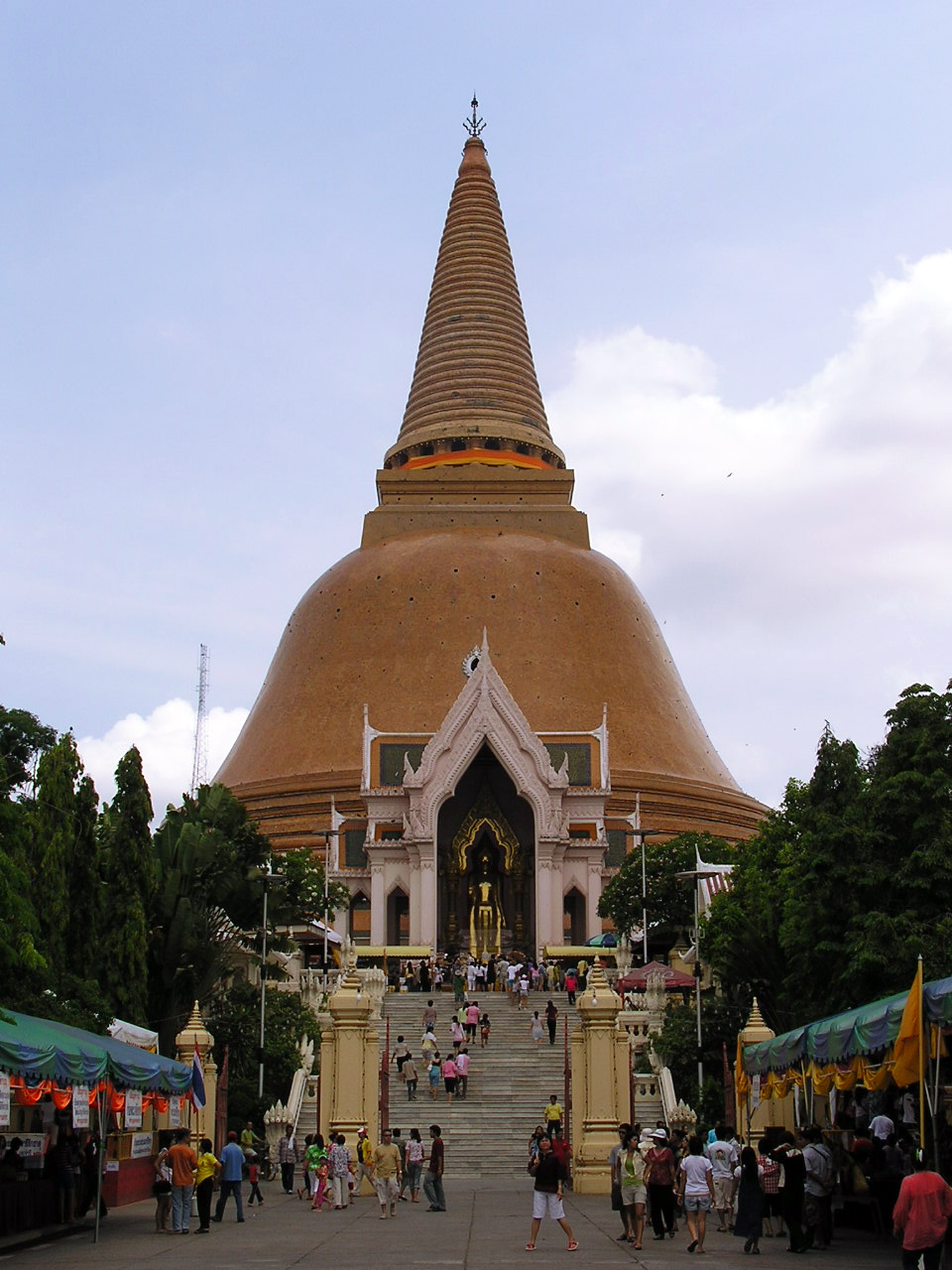
Пхра Патом Чеди

Главной достопримечательностью города является Пхра Патом Чеди — самая высокая буддийская ступа в мире (127 метров). Функционирует и как музей, и как храм. Первые письменные упоминания о Пхра Патом Чеди относятся к 675 году, но ряд археологических находок на территории храма датируются IV веком. Среди экспонатов Пхра Патом Чеди выделяется выделяются две статуи Будды: восьмиметровая золотого цвета и белая статуя сидящего Будды высотой 3,76 эпохи Дваравати. У южного входа функционирует музей, в котором выставлены археологические находки преимущественно периода Дваравати, которые обнаружена при проведении строительных работ и археологических раскопок на территории Пхра Патом Чеди.
Также к числу достопримечательностей относятся: Ват Пхра Пратон Чеди — небольшой кхмерский храм; Ват Сонгкхаммакаляни — единственный в Таиланде монастырь бхикшуни; Саман-Чан — дворцовый комплекс короля Вачиравудха.

## Галерея

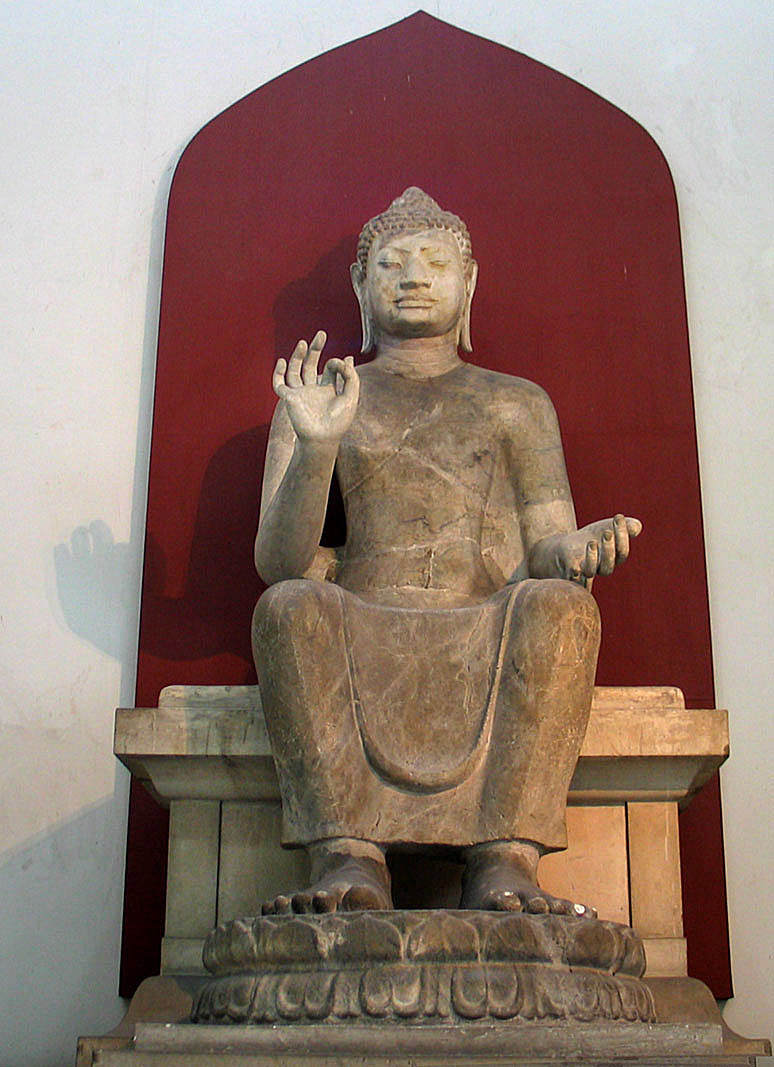
Статуя Будды эпохи Дваравати в Пхра Патом Чеди
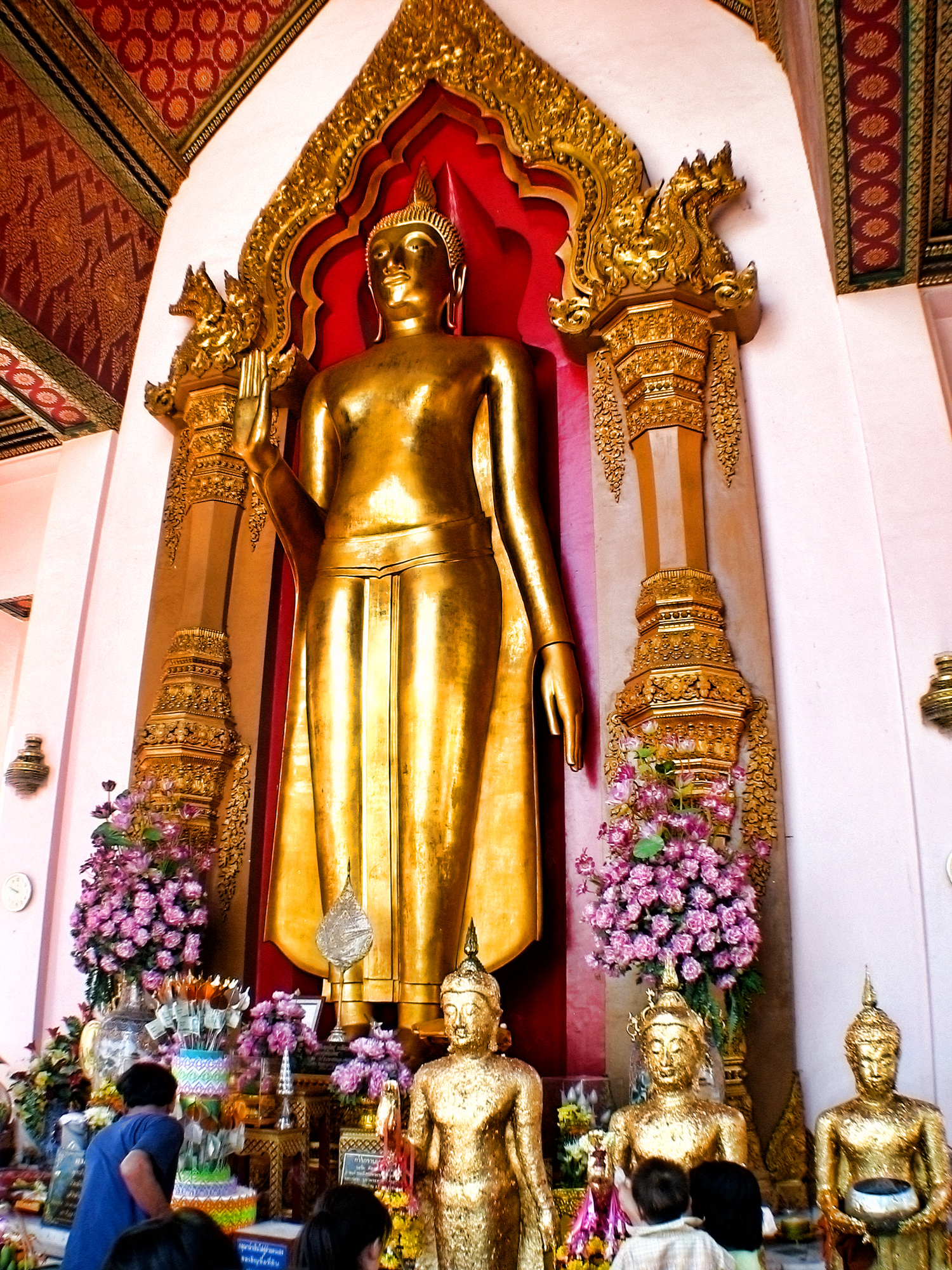
Статуя Будды в Пхра Патом Чеди
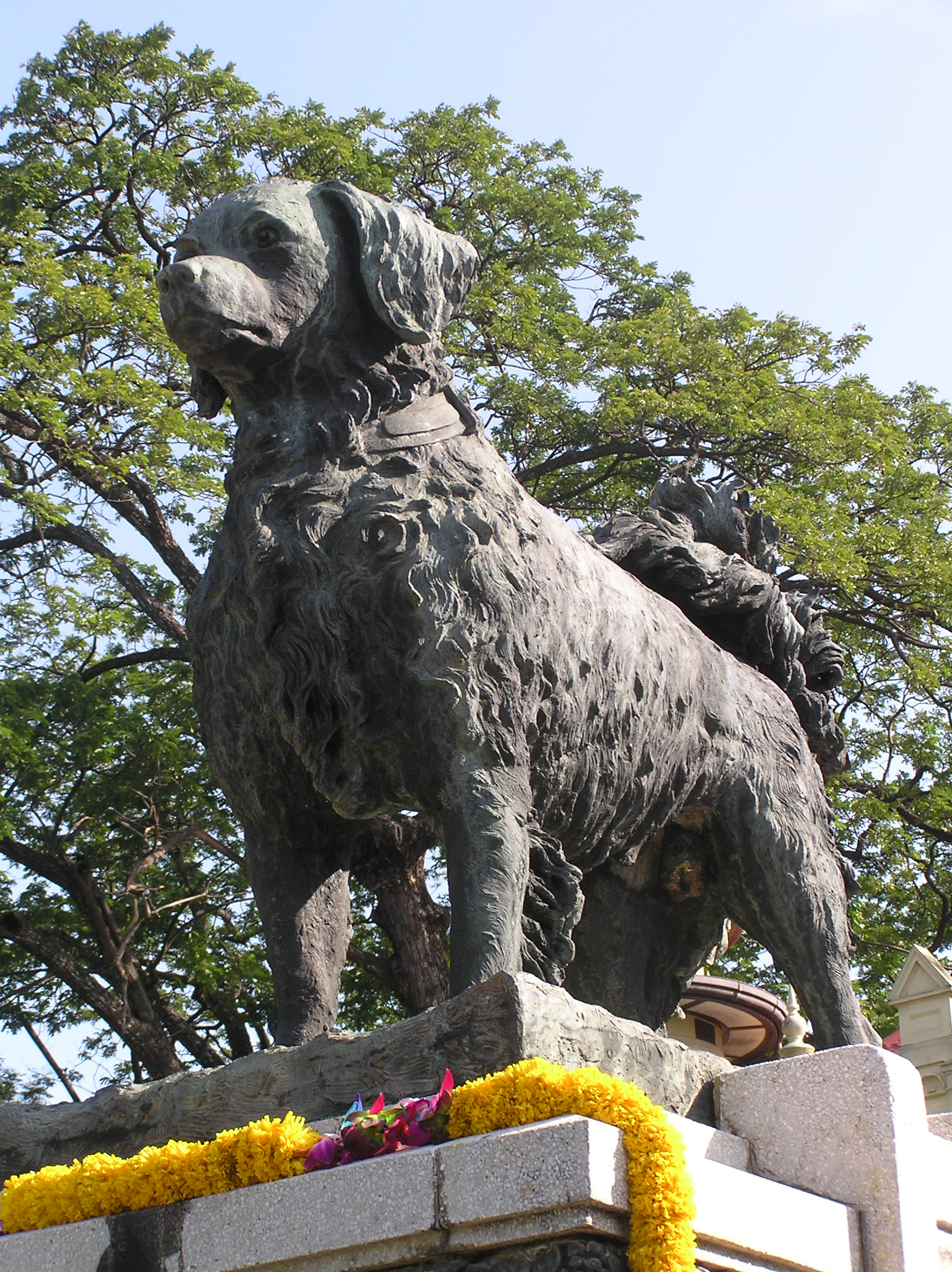
Памятник Йале
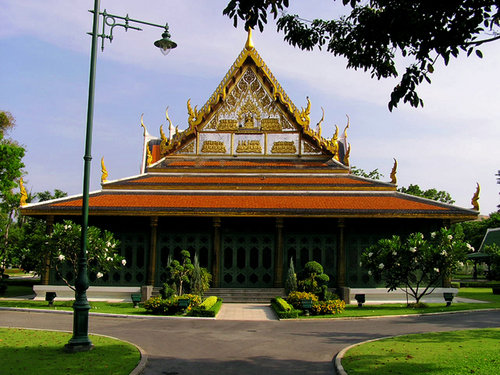